# Équipe de Wallis-et-Futuna de rugby à XV
 (mars 2022).
Si vous disposez d'ouvrages ou d'articles de référence ou si vous connaissez des sites web de qualité traitant du thème abordé ici, merci de compléter l'article en donnant les références utiles à sa vérifiabilité et en les liant à la section « Notes et références ».
L'équipe de Wallis-et-Futuna de rugby à XV rassemble les meilleurs joueurs de rugby à XV de Wallis-et-Futuna. Elle est membre associé d'Oceania Rugby et encadré par le Comité de rugby de Wallis-et-Futuna. Cette équipe n'a plus joué de match officiel depuis 1979.

## Histoire

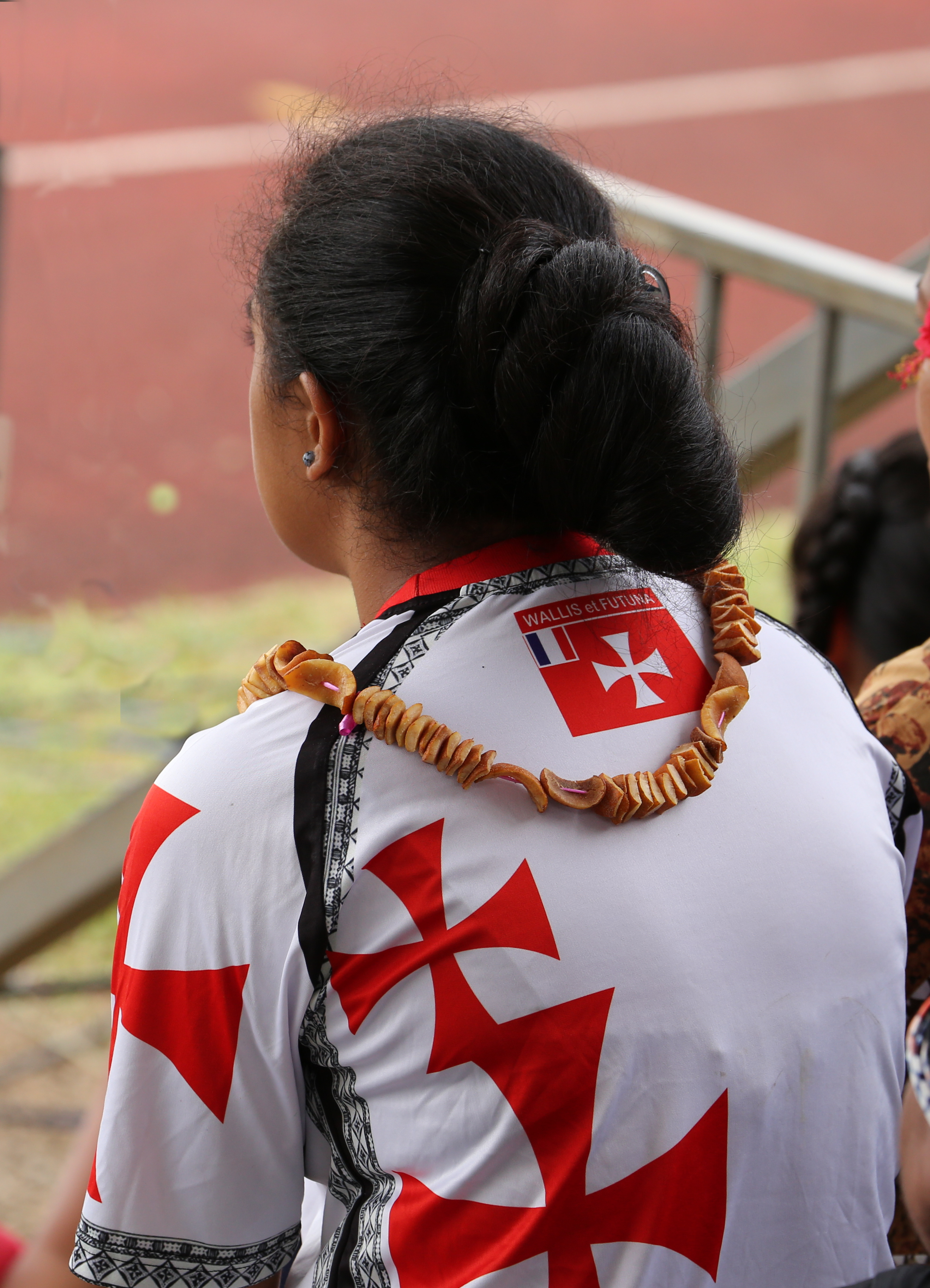
Supportrice portant les couleurs de Wallis-et-Futuna au stade de Kafika à Mata Utu.

L'équipe de Wallis-et-Futuna de rugby à XV est officiellement créée dans les années 1960 à la même date que celle du comité de rugby. La sélection de Wallis-et-Futuna a participé pour la première fois à une compétition internationale à XV en 1966 aux Jeux du Pacifique Sud[réf. nécessaire]. Ils remportent leur premier match en 1971 face à Tahiti[réf. nécessaire]. Mais depuis 1979, cette section de rugby à XV reste inactive et les deux iles se sont tournées vers le rugby à sept. L'équipe de Wallis-et-Futuna a participé à des tournois de rugby à sept lors des récents[Quand ?] Jeux du Pacifique.[réf. nécessaire]
Cependant, ils n'ont jamais eu d'adversaires dépassant les frontières Océanienne. Ils sont restés avec des adversaires venant de Mélanésie, Micronésie et Polynésie. Cela s'explique par la petite taille de leur équipe et le fait que l'équipe soit administré depuis le statut 1961 par la Fédération Française de Rugby. 
Depuis les années 2000, on retrouve en France métropolitaine un certain nombre de joueurs wallisiens et futuniens.

## Palmarès
De par le faible nombre de matchs, la sélection nationale n'a jamais remporté de compétition. 

## Joueurs emblématiques
Plusieurs rugbymen sont originaires de Wallis-et-Futuna :
- Yann David ;
- Romain Taofifenua ;
- Vincent Pelo ;
- Sébastien Vahaamahina ;
- Christopher Tolofua ;
- Jocelino Suta ;
- Laurent Pakihavaetau
- Laurent Degache
- Logan Degache

## Chronologie des compétitions et des matches
| Date               | Lieu                                   | Équipe           | Résultat | Adversaire                | Compétition                                                 |
| ------------------ | -------------------------------------- | ---------------- | -------- | ------------------------- | ----------------------------------------------------------- |
| 1er décembre 1966  | Nouméa Nouvelle-Calédonie              | Wallis-et-Futuna | 6 - 24   | Nouvelle-Calédonie        | Jeux du Pacifique Sud de 1966 (1er tour, dernier du groupe) |
| 3 décembre 1966    | Nouméa Nouvelle-Calédonie              | Wallis-et-Futuna | 5 - 54   | Papouasie-Nouvelle-Guinée | Jeux du Pacifique Sud de 1966 (1er tour, dernier du groupe) |
| 4 décembre 1966    | Nouméa Nouvelle-Calédonie              | Wallis-et-Futuna | 0 - 6    | Vanuatu                   | Jeux du Pacifique Sud de 1966 (1er tour, dernier du groupe) |
| 16 août 1969       | Port Moresby Papouasie-Nouvelle-Guinée | Wallis-et-Futuna | 0 - 46   | Papouasie-Nouvelle-Guinée | Jeux du Pacifique Sud de 1969                               |
| 1er septembre 1971 | Papeete Tahiti                         | Wallis-et-Futuna | 3 - 0    | Tahiti                    | Jeux du Pacifique Sud de 1971 (1er tour)                    |
| 2 septembre 1971   | Papeete Tahiti                         | Wallis-et-Futuna | 18 - 29  | Îles Cook                 | Jeux du Pacifique Sud de 1971 (1er tour)                    |
| 3 septembre 1971   | Papeete Tahiti                         | Wallis-et-Futuna | 0 - 14   | Tahiti                    | Jeux du Pacifique Sud de 1971 (1er tour)                    |
| 1er septembre 1979 | Suva Fidji                             | Wallis-et-Futuna | 8 - 84   | Fidji                     | Jeux du Pacifique Sud de 1979 (1er tour, 4e du groupe A)    |
| 2 septembre 1979   | Suva Fidji                             | Wallis-et-Futuna | 5 - 36   | Nouvelle-Calédonie        | Jeux du Pacifique Sud de 1979 (1er tour, 4e du groupe A)    |
| 3 septembre 1979   | Suva Fidji                             | Wallis-et-Futuna | 5 - 25   | Papouasie-Nouvelle-Guinée | Jeux du Pacifique Sud de 1979 (1er tour, 4e du groupe A)    |